# Melanis leucophlegma
Melanis leucophlegma is een vlindersoort uit de familie van de prachtvlinders (Riodinidae), onderfamilie Riodininae.
Melanis leucophlegma werd in 1910 beschreven door Stichel.